# Peperomia tenuipes
Peperomia tenuipes är en pepparväxtart som beskrevs av William Trelease. Peperomia tenuipes ingår i släktet peperomior, och familjen pepparväxter. Inga underarter finns listade i Catalogue of Life.